# Vinot & Deguingand

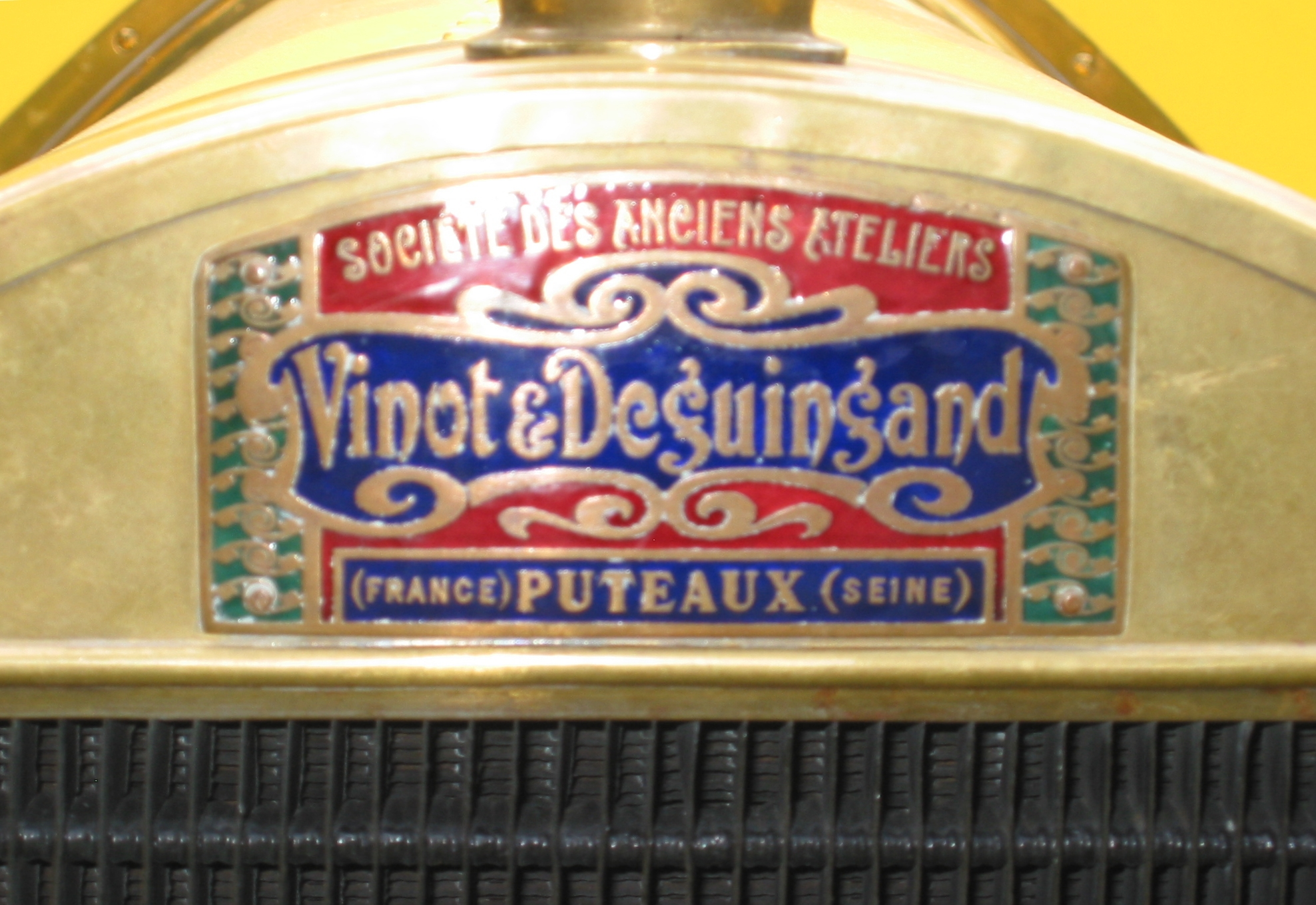
Emblem 1912

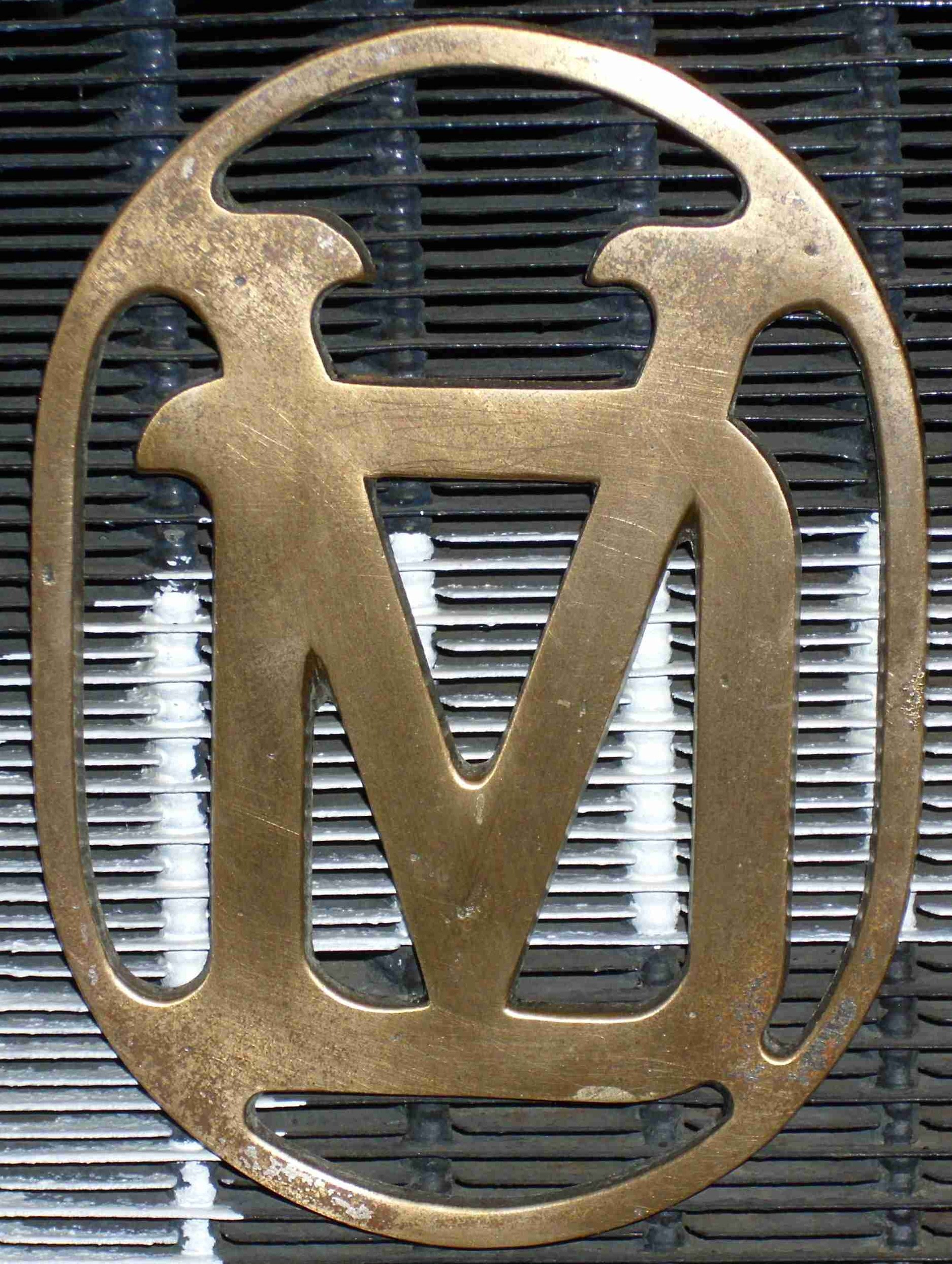
Emblem 1923

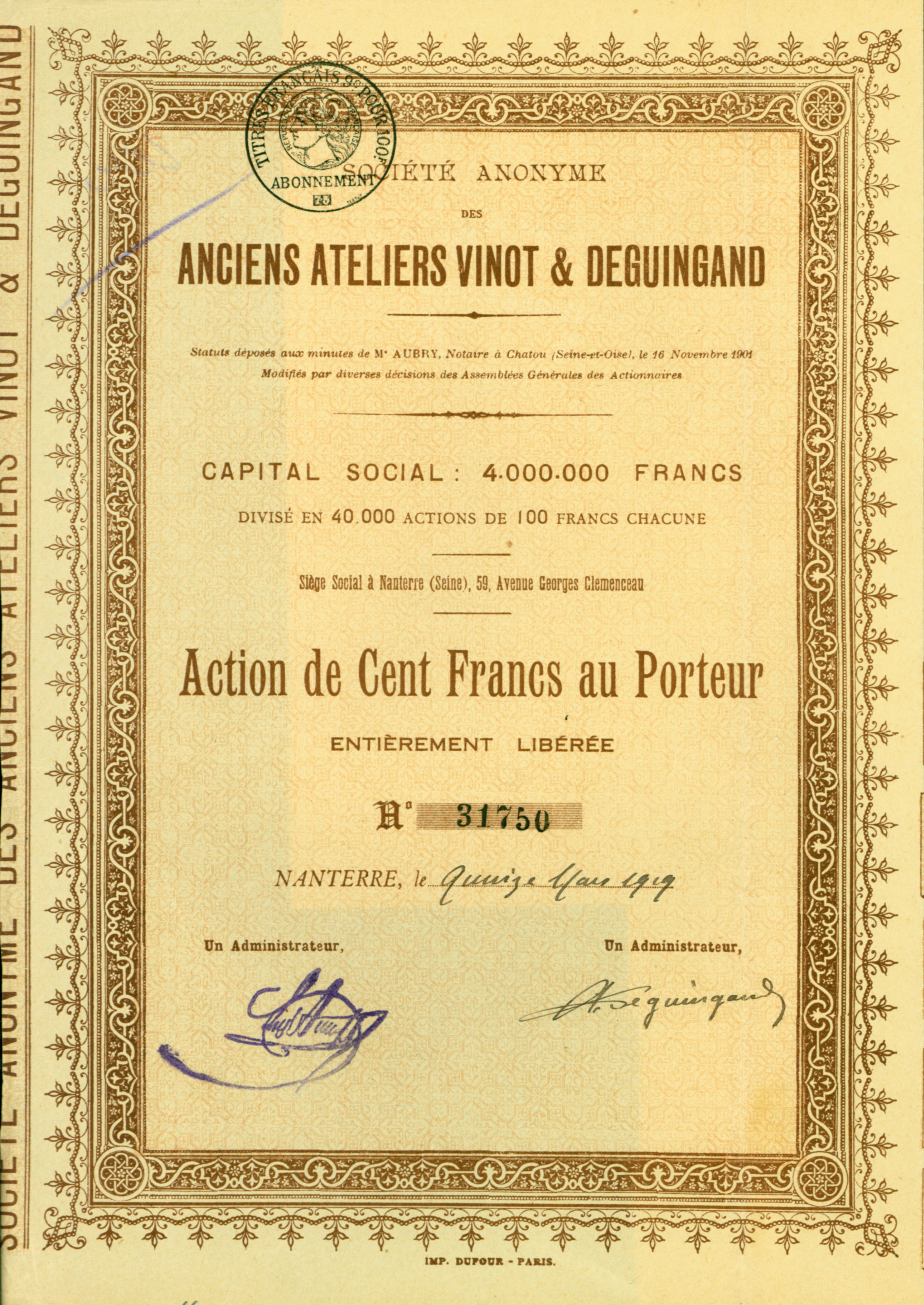
Aktie über 100 Francs der Anciens Ateliers Vinot & Deguingand vom 15. März 1919

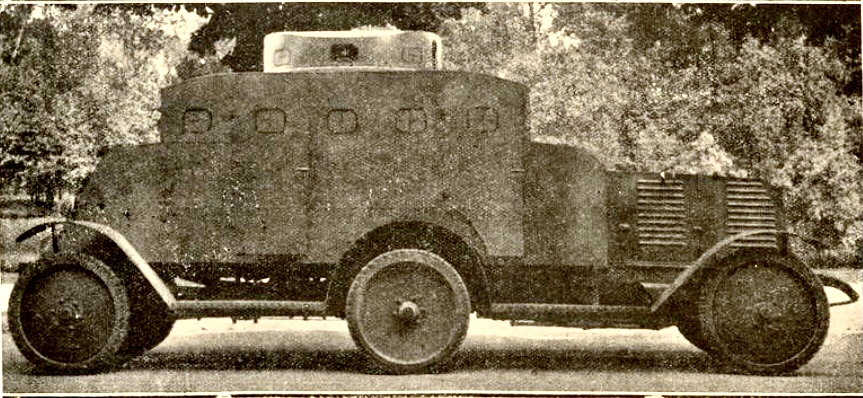
Vinot & Deguingand gepanzertes Fahrzeug um 1918

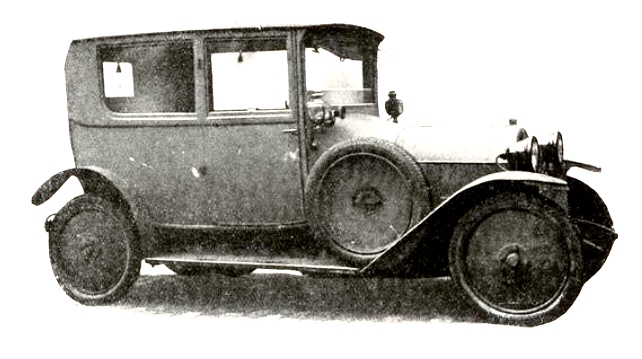
Vinot & Deguingand 10 HP von 1919

Vinot et Deguingand war ein französischer Hersteller von Automobilen und Fahrrädern.

## Unternehmensgeschichte
Lucien-Marie Vinot-Préfontaine (1858–1915) und Albert Deguingand (1872–1943) gründeten 1898 in Puteaux das Unternehmen zur Fahrradproduktion. 1901 begann die Automobilproduktion. Der Markenname lautete Vinot & Deguingand. Eine Quelle gibt an, dass ab 1907 nur noch der Markenname Vinot verwendet wurde. 1909 kam es zur Zusammenarbeit mit der Société Gladiator. 1913 entstanden 650 Fahrzeuge.
1919 erfolgte der Umzug nach Nanterre. 1926 endete die Produktion aufgrund nachlassender Umsätze. Donnet-Zedel kaufte die Fabrikanlage in Nanterre. Albert Deguingand gründete 1927 in Puteaux das neue Unternehmen Deguingand.

## Fahrzeuge
Das erste Fahrzeug besaß einen Zweizylindermotor mit 1500 cm³ Hubraum und Kettenantrieb. 1903 bestand das Angebot aus dem Zweizylindermodell 10 CV sowie den Vierzylindermodellen H 14 CV mit 3300 cm³ und F 18 CV mit 3300 cm³. 1905 folgte der 30 CV mit 5800 cm³ Hubraum. 1906 erschien das erste Sechszylindermodell. 1908 gab es die Modelle 10/14 CV und 16/24 CV. 1910 folgte das Modell 24 CV mit 4000 cm³ Hubraum, und 1911 der 12 CV. Der 12 CV hatte 2211 cm³ Hubraum aus einem Vierzylinder mit einer Bohrung von 80 mm und einem Hub von 110 mm. Die maximale Leistung wird bei 1100/min erreicht. 1912 kam der 10 CV mit 1693 cm³ mit 70 mm Bohrung und 110 mm Hub hinzu. 1914 bestand das Angebot aus Modellen mit 1693 cm³, 2100 cm³, 2600 cm³ und 4200 cm³ Hubraum.
1921 erschien das Modell 11/25 CV mit 1800 cm³ Hubraum. 1922 erschien der BO 15,9 CV, und 1924 der 12/25 CV mit 1800 cm³ Hubraum.
Ein Fahrzeug dieser Marke ist im Musée des 24 Heures in Le Mans zu besichtigen.

## Lastwagen
Der 1,5 t Lastwagen mit 14 HP hatte einen Vierzylindermotor mit 2613 cm³ Hubraum mit 80 mm Bohrung und 130 mm Hub. Der Radstand betrug 2600 mm. Der Preis für das Chassis mit fünf Reifen der Marke Michelin (incl. Ersatzreifen) betrug 19.500 Franc für das Jahr 1919. Die Reifengröße betrug 935 × 125.

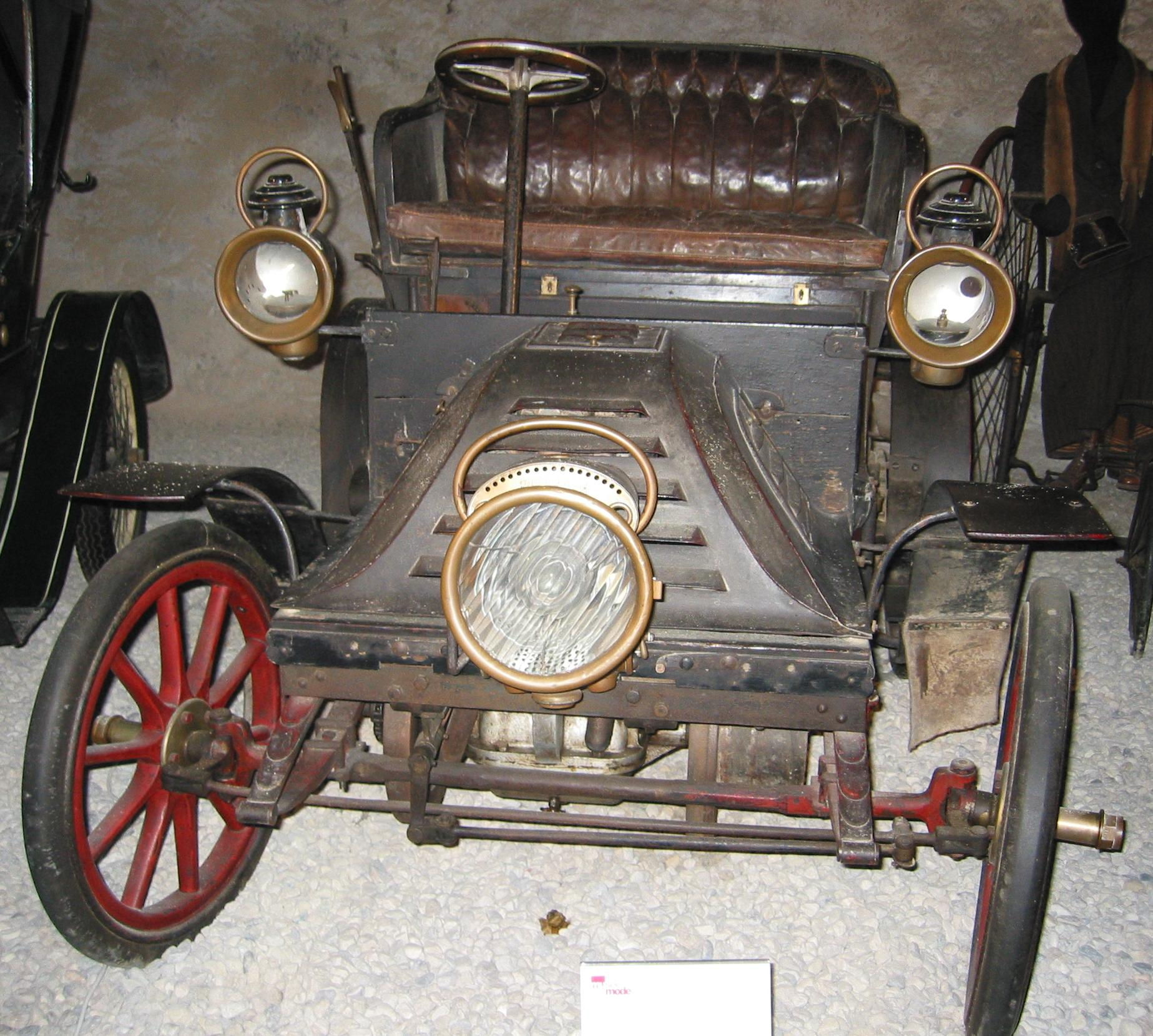
Vinot & Deguingand von 1901
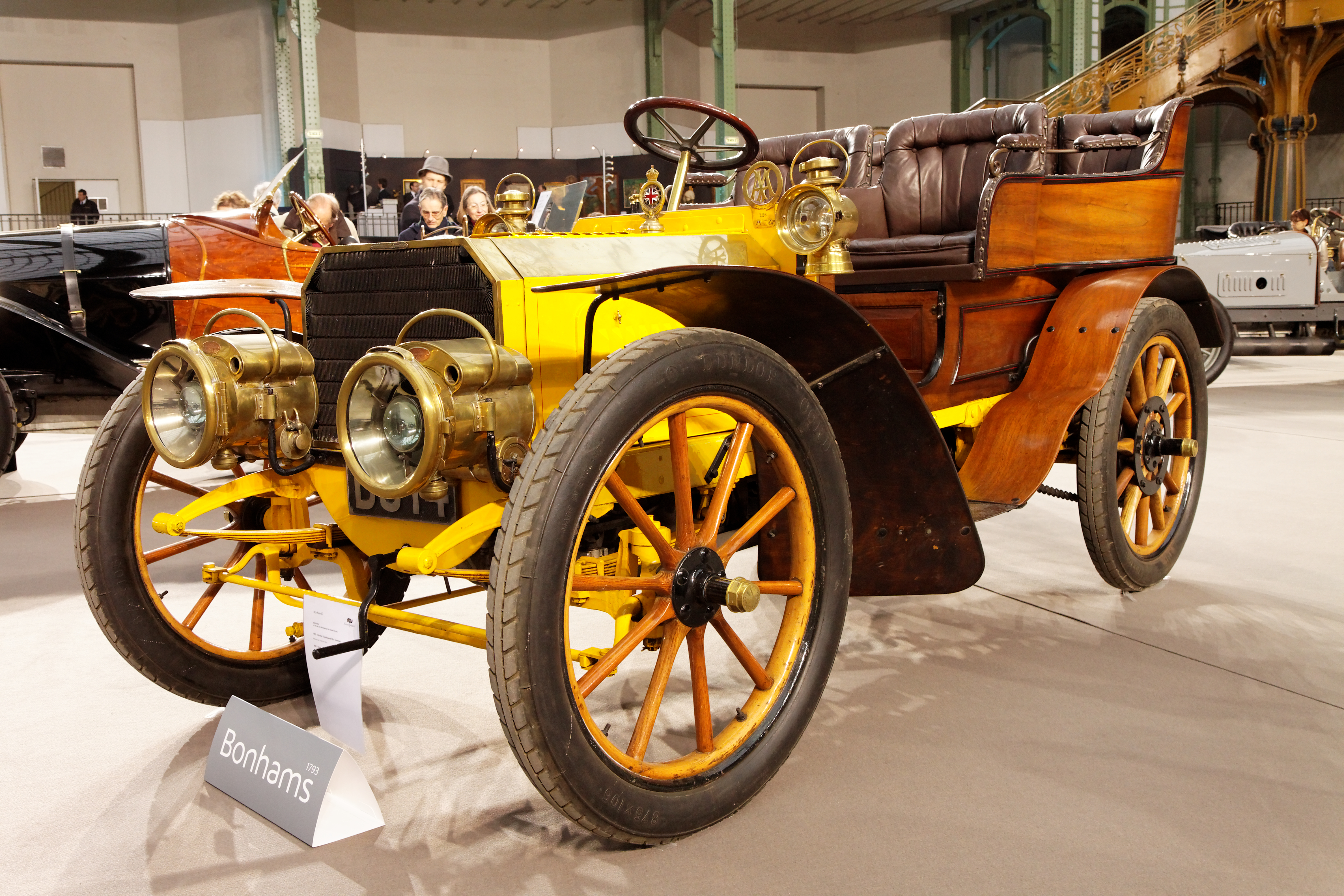
Vinot & Deguingand Tonneau von 1903
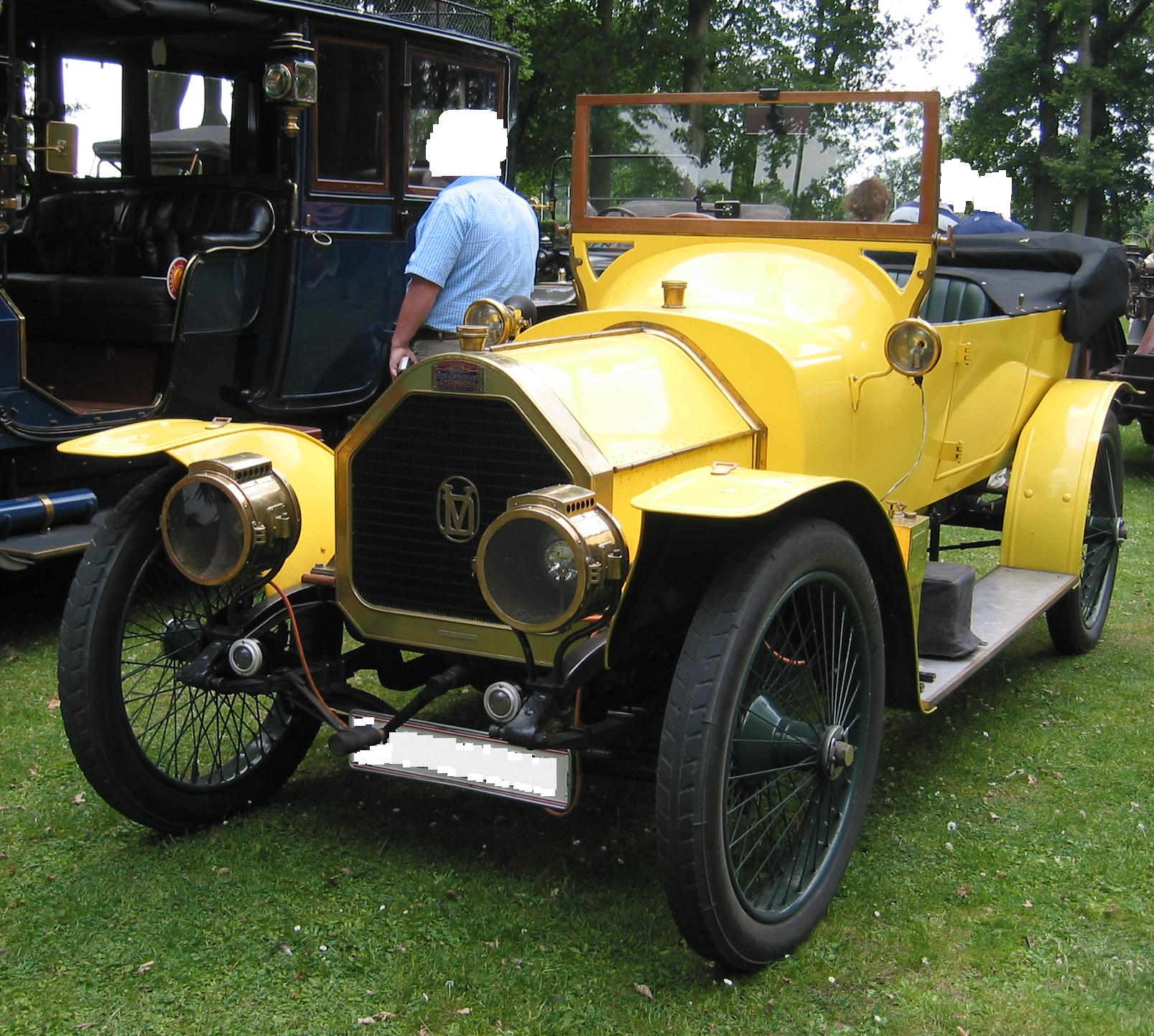
Vinot & Deguingand von 1912
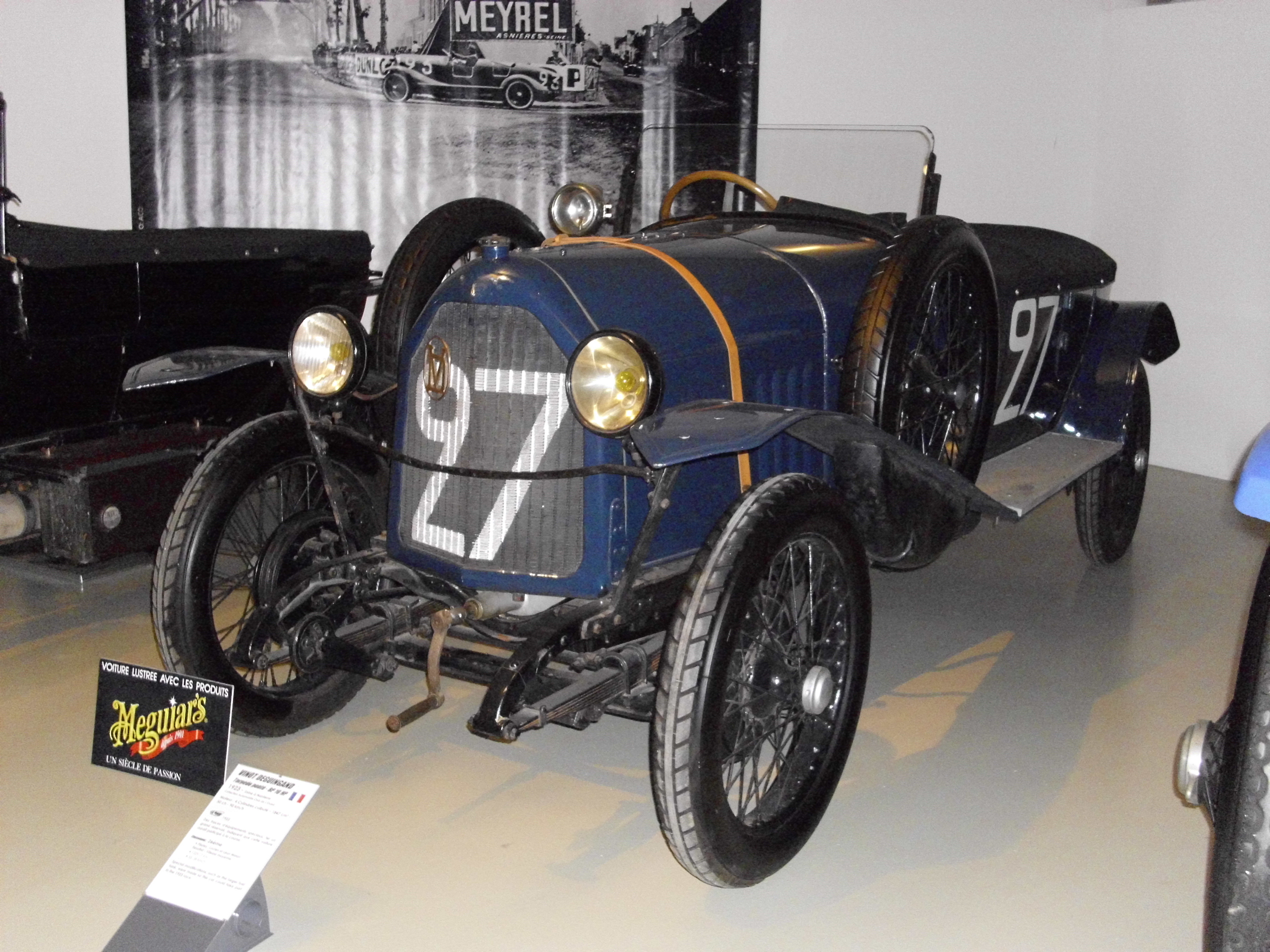
Vinot & Deguingand von 1923

## Sporterfolge
- Ein Team von Vinot & Deguingand war beim Eröffnungsrennen der 24 Stunden von Le Mans 1923 am Start. Die Brüder Léon und Lucien Molon kamen mit einem Vinot & Deguingand 10 HP auf den 26. Rang der Gesamtwertung.